# غبار روی آینه
غبار روی آینه (انگلیسی: The Mist in the Mirror) کتابی است که سوزان هیل، نویسنده انگلیسی در سال ۱۹۹۲ نگاشته شد. این داستان در سبک گوتیک نگاشته شده‌است و داستان مردی ماجراجو به نام سر جیمز مانموث را بیان می‌کند.